# デ・ゼーヴェン・プロヴィンシェン (戦列艦)
デ・ゼーヴェン・プロヴィンシェン（De Zeven Provinciën、またはDe 7 Provinciën）はオランダ海軍の戦列艦。当初は80門艦として建造された。艦名は英語で「The Seven Provinces」、つまり「7つの州」という意味であり、7つの自治州の連邦であったオランダ共和国のことを意味している。建造はロッテルダムのマース海軍本部が1664年から1665年にかけて行い、設計はサロモン・ヤンス・ファン・デン・テンペルが担当した。
デ・ゼーヴェン・プロヴィンシェンはミヒール・デ・ロイテル提督の旗艦として第2次英蘭戦争を戦い、激闘の末に勝利をおさめた4日海戦や、聖ジェイムズ日の海戦の苦い敗戦に参加した。またメドウェイ川襲撃では司令部とテムズ川封鎖という2つの役割をこなした。この戦争中を通じてデ・ゼーヴェン・プロヴィンシェンは多くの戦果を残したが、4日海戦ではマストを失う場面もあった。
デ・ロイテルは1672年から1673年の第3次英蘭戦争でもデ・ゼーヴェン・プロヴィンシェンを旗艦に使用し、イングランドとフランスを相手にしたソールベイの海戦、2回のスホーネヴェルトの海戦、そしてテセル島の海戦の4つの主要な海戦のすべてに参加した。
デ・ゼーヴェン・プロヴィンシェンは1692年までに76門艦に改装され、大同盟戦争のバルフルール岬とラ・オーグの海戦に参加した。しかしこの戦いで艦はひどく損傷し、1694年に解体されることとなった。
2008年現在、オランダではデ・ゼーヴェン・プロヴィンシェンの復元計画が進捗している。